# 徽水
徽水又名徽河，是青弋江上游的一條支流，位於中華人民共和國安徽省宣城市境內。該河全長90公里，流域面積1064.3平方千米，涵蓋績溪縣、旌德縣和涇縣。該河源頭位於績溪縣，至涇縣涇川鎮匯入青弋江。